# SESI Matemática
O SESI Matemática é um projeto desenvolvido pelo Sistema Firjan com o objetivo de melhorar o ensino de matemática para estudantes do ensino médio. O programa consiste em uma série de iniciativas, que inclui a organização de cursos de capacitação para professores e distribuição de kits de ensino, até a disponibilização de espaços físicos a alunos da rede SESI, SENAI e de escolas públicas estaduais selecionadas. Embora o projeto tenha a pretensão de ser expandido para outros estados do Brasil, atualmente ele tem atuação apenas nos estados do Rio de Janeiro e da Bahia.

## História
O SESI Matemática foi lançado em 2012 pelo SESI Rio. O programa contou com um investimento inicial de R$ 10 milhões e foi criado com base nas Leis de Diretrizes e Bases da Educação, motivado pelo mau desempenho do Brasil em avaliações nacionais e internacionais e por pesquisas que indicaram uma carência de trabalhadores qualificados para atuar nas áreas relacionadas às ciências exatas, que exigem domínio da matemática.
Em 2013, foi firmado um convênio entre o SESI Bahia e o Governo do Estado da Bahia para a estender o projeto às escolas do estado da Bahia. No mesmo ano, o projeto ganhou o prêmio Idea Brasil na categoria "estratégia de design".

## Metodologia
As iniciativas do projeto fazem uso de tecnologias interativas online, como jogos educativos, como forma de incentivar o ensino dos alunos.
Os jogos são desenvolvidos pela empresa inglesa Mangahigh.

## Casa SESI Matemática
Em parceria com o IMPA, uma das iniciativas do projeto é a construção de um espaço público dedicado a exposições permanentes e temporárias de assuntos relacionados à matemática, entre outras atividades. O espaço será localizado na Barra da Tijuca e tem sua inauguração prevista para 2015.